# ارتقاء سلامت
مطابق با منشور بانکوک سازمان سلامت جهانی (در سال ۲۰۰۵) ارتقای سلامت فرایند توانمندسازی مردم برای افزایش کنترل بر سلامت خود و تعیین‌کننده‌های آن می‌باشد که به موجب آن سلامت آن‌ها بهبود می‌یابد. ارتقای سلامت سیاست عمومی را درگیر کرده‌است که به عوامل تعیین‌کننده آن مانند درآمد، وضعیت مسکن، امنیت غذایی، وضعیت اشتغال و شرایط محیط کاری می‌پردازد. اخیراً از واژه سلامت در همه سیاست‌ها، برای ارجاع به اقداماتی که ارتقای سلامت در همه سیاست‌های عمومی انجام می‌دهد استفاده شده‌است. ارتقای سلامت هم تراز با عدالت در سلامت است و می‌تواند بر روی سازمان‌های غیردولتی اختصاصی جهت عدالت اجتماعی و حقوق بشر متمرکز شود. سواد سلامت را می‌توان در مدارس توسعه داد، در حالی که جنبه‌های از ارتقای سلامت مانند ارتقای تغذیه با شیر مادر می‌تواند به قوانین و مقررات فضاهای عمومی بستگی دشته باشد. ارتقای سلامت بر مراقبت‌های پیشگیری‌کننده سلامتی، به جای الگوهای بالینی (پزشکی) مراقبت‌های درمانی تأکید می‌کند. در میان سازمان‌های سلامت عمومی و دولت‌ها تمایلی وجود دارد در این مورد به ویژه در ملت‌های نئولیبرال مانند کانادا و آمریکا، برای کاهش ارتقای سلامت به آموزش سلامت و بازاریابی اجتماعی با تمرکز بر تغییر عوامل خطر رفتاری.

## تاریخچه
اولین و بهترین تعریف شناخته شده ارتقای سلامت به وسیله مجله آمریکایی ارتقای سلامت در سال ۱۹۸۶ منتشر شد، «علم و هنر کمک به تغییر سبک زندگی مردم برای حرکت به سمت حالتی از سلامت بهینه». این تعریف توسط لالوند در سال ۱۹۷۹ به صورت گزارشی از دولت کانادا استخراج شد که شامل راهبردهای ارتقای سلامت با هدف اطلاع‌رسانی، تأثیرگذاری و کمک به افراد و سازمان‌ها، چنان‌که آن‌ها مسئولیت‌پذیری و فعالیت بیشتری در مورد اهمیت تأثیر سلامت روحی و جسمی بپذیرند. تعریف قدیمی دیگری که در سال ۱۹۷۹ توسط جراح کل ایالات متحده آمریکا در گزارش سلامت مردم ارائه شد، ذکر کرد ارتقای سلامت «جستجو برای توسعه ابزارهای اجتماعی و فردی که می‌تواند به مردم برای حفظ و بالا بردن حالت رفاه آن‌ها در توسعه سبک زندگی کمک کند. دست کم دوسند منجر به تعریف توانمندسازی و محیطی کردن ارتقای سلامت در میانه دهه ۱۹۸۰ شد:
- در سال ۱۹۸۴ دفتر منطقه‌ای سازمان سلامت جهانی در اروپا ارتقای سلامت را این‌گونه تعریف کرد: «فرایند توانمندسازی مردم برای افزایش کنترل بر و بهبود سلامتی خود».[۷] به علاوه برای روش‌های تغییر سبک زندگی، دفتر منطقه‌ای سازمان سلامت جهانی از «قوانین گذاری، ابزارهای مالی، تغییرات سازمانی، توسعه جوامع و فعالیت‌های منطقه‌ای خود جوش در برابر خطرات سلامتی» به عنوان روش‌های ارتقای سلامت حمایت کرد.[۷]
- در سال ۱۹۸۶، وزیر رفاه و سلامت ملی کانادا Jake Epp دستیابی به سلامت برای همه را منتشر کرد: چارچوبی برای ارتقای سلامت که هم چنین به عنوان گزارش Epp شناخته می‌شود. این گزارش سه «سازوکار» در ارتقای سلامت را به عنوان «خود مراقبتی»، «کمک بلوغ یافته یا اعمالی که مردم برای کمک به انطباق یکدیگر انجام می‌دهند» و «محیط‌های سالم» تعریف کرد.[۸]

سازمان سلامت جهانی در همکاری با دیگر سازمان‌ها متعاقباً حامی کنفرانس‌های بین‌المللی در زمینه ارتقای سلامت شامل.
- اولین کنفرانس بین‌المللی ارتقای سلامت اتوواو در سال ۱۹۸۶ که نتایج آن به منشور ارتقای سلامت اتووا مشهور می‌باشد.[۹] مطابق با منشور اتووا:
- «ارتقای سلامت تنها مسئولیت بخش سلامت نیست، بلکه فراتر از سبک زندگی سالم برای رفاه است»
- «اهدافی بر مبنای (عوامل سیاسی، اقتصادی، اجتماعی، فرهنگی، محیطی، رفتاری و بیولوژیکی) که از طریق حمایت طلبی برای سلامت حاصل می‌شود»

«تمرکز بر دستیابی به عدالت در سلامت» "تقاضا برای اقدام هماهنگ به وسیله همه طرف‌های نگران شامل؛ دولت‌ها و سازمان‌های اجتماعی و سلامتی»

## محیط کار
سلامت محیط کار بر پیشگیری و مداخله برای کاهش خطر سلامتی کارکنان تمرکز می‌کند. خدمات سلامت عمومی ایالت متحده به تازگی گزارشی با عنوان «فعالیت بدنی و سلامت» تهیه کرده‌است؛ گزارش جراح کل ایالات متحده آمریکا «یک بررسی جامع از شواهد علمی موجود در مورد رابطه بین فعالیت بدنی و وضعیت سلامت فردی» را فراهم می‌کند. این گزارش نشان می‌دهد که بیش از ۶۰ درصد آمریکایی‌ها به‌طور منظم فعالیت نمی‌کنند و ۲۵ درصد اصلاً فعال نیستند. شواهد بسیار قوی از ارتباط فعالیت بدنی با بهبود سلامت متعدد وجود دارد. ارتقای سلامت می‌تواند در مکان‌های مختلف انجام شود. از جمله زمینه‌هایی که توجه ویژه‌ای دریافت کرده کرده‌اند جامعه، تسهیلات مراقبت سلامت، مدارس و محل کار هستند.
ارتقای سلامت محیط کار همچنین با واژه‌هایی مانند ارتقای سلامت محل کار نیز شناخته شده‌است و به عنوان ترکیبی از تلاش‌های کارفرمایان، مستخدمین و جامعه برای بهبود سلامت و رفاه مردم در محل کار تعریف شده‌است. سازمان سلامت جهانی بیان می‌کند محیط کار به عنوان یکی از جایگاه‌های در اولویت برای ارتقای سلامت در قرن ۲۱ در نظر گرفته شده‌است، زیرا تحت تأثیر رفاه فیزیکی، روانی، اقتصادی و اجتماعی قرار می‌گیرد ویک محیط ایدئال و زیرساختی برای حمایت از ارتقای سلامت مخاطبان بزرگ ارائه می‌دهد. برنامه‌های ارتقای سلامت در محیط کار (همچنین برنامه‌های ارتقای سلامت محل کار، برنامه‌های تندرستی محل کار، یا برنامه‌های تندرستی محیط کار نیز نامیده می‌شود) شامل ورزش، تغذیه، ترک سیگار و مدیریت استرس است. بر اساس گزارش مرکز کنترل و پیشگیری از بیماری (CDC)، فعالیت بدنی منظم یکی از اثربخش‌ترین رفتارهای پیشگیری از بیماری است. برنامه‌های فعالیت بدنی احساس اضطراب و افسردگی را کاهش می‌دهد، چاقی را کاهش می‌دهد (بویژه هنگامی که با بهبود رژیم غذایی ادغام شود)، خطر بیماری‌های مزمن از جمله بیماری قلبی عروقی، فشارخون بالا و دیابت نوع ۲ را کاهش می‌دهد، و در نهایت استقامت، قدرت و انرژی را بهبود می‌بخشد. بررسی‌ها و متاآنالیزهای منتشر شده بین سال‌های ۲۰۰۵ و ۲۰۰۸ که متون علمی در برنامه‌های ارتقای سلامت را مورد بررسی قرار داده شامل موارد زیر است:
- یک بررسی از ۱۳ مطالعه منتشر شده در ژانویه ۲۰۰۴، شواهد قوی … برای تأثیر دریافت رژیم غذایی، شواهد مشخصی برای تأثیر فعالیت بدنی و نبود شواهدی برای تأثیر در شاخص‌های خطر سلامت، نشان داده‌است.[۱۵]
- در یک سری از بروز رسانی‌های اخیر در یک بررسی برنامه‌های ارتقای سلامت جامع و مدیریت بیماری در محل کار، پلتیر (۲۰۰۵) به پیامدهای بالینی و هزینه مثبت، همچنین کاهش در تعداد مطالعات مربوطه و کیفیت آن‌ها اشاره کرده‌است.[۱۶]
- یک فرا ارزشیابی از ۵۶ مطالعه منتشر شده در سال ۱۹۸۲ تا ۲۰۰۵ نشان داد که ارتقای سلامت محل کار، به‌طور متوسط یک کاهش ۲۶٫۸ درصدی در مرخصی استعلاجی، یک کاهش ۲۶٫۱ درصدی در هزینه‌های سلامت، کاهش ۳۲ درصدی در هزینه‌های جبران خسارات کارگران و هزینه‌های مدیریت ناتوانی و نسبت هزینه- فایده ۸۱/۵ درصدی فراهم می‌کند.[۱۷]
- یک متاآنالیز از ۴۶ مطالعه منتشر شده در ۱۹۷۰ تا ۲۰۰۵ به‌طور متوسط، تأثیر معنی دار ارتقای سلامت کار، بخصوص ورزش، در توانایی کار و به‌طور کلی رفاه پیدا کرده‌است، علاوه بر این غیبت ناشی از بیماری بنظر می‌رسد که با فعالیت‌های ارتقای سبک زندگی سالم کاهش یابد.[۱۸]
- یک متاآنالیز از ۲۲ مطالعه منتشر شده از سال ۱۹۹۷ تا ۲۰۰۷ تعیین کرده‌است که مداخلات ارتقای سلامت محل کار منجر به کاهش کوچک در افسردگی و اضطراب می‌شود.[۱۹]
- یک بررسی از ۱۱۹ مطالعه نشان می‌دهد که برنامه‌های ارتقای سلامت محل کار موفق ویژگی‌هایی دارند از قبیل: ارزیابی نیازهای سلامت کارکنان و مناسب کردن برنامه‌ها برای پاسخگوئی به آن نیازها، رسیدن به میزان مشارکت بالا و ترویج خود مراقبتی و هدف قراردادن چند مسئله مربوط به سلامت به‌طور هم‌زمان و ارائه انواع مختلف فعالیت‌ها (به عنوان مثال، جلسات گروهی به خوبی مواد چاپی).[۲۰]

## نهادها و پروژه‌های کشوری

### بین‌المللی و چند ملیتی
در سراسر جهان، سازمان‌های دولتی (مانند گروه‌های سلامت) وسازمانهای غیردولتی فعالیت‌های قابل توجهی درزمینه ارتقای سلامت انجام می‌دهند. برخی از این نهادها و پروژه‌ها، بین‌المللی و چندملیتی هستند. سازمان سلامت جهانی و دفاتر منطقه‌ای آن مانند سازمان سلامت منطقه آمریکا، در ارتقای سلامت سراسرجهان تأثیرگذار هستند. هشت بسیج اطلاع‌رسانی اصلی ارتقای سلامت که توسط سازمان سلامت جهانی در قالب روز سلامت جهانی مورد توجه قرار می‌گیرند شامل؛ روز سل، اهدای خون، مالاریا، بدون دخانیات، هپاتیت، ایدز و هفته ایمن‌سازی جهانی. اتحادیه بین‌المللی آموزش و ارتقای سلامت مستقر در فرانسه، کنفرانس‌های بین‌المللی، منطقه‌ای و ملی برگزار می‌کند. اتحادیه اروپا در اقدام مشترک در جهت بیماری‌های مزمن و سلامت سالمندی در سراسر چرخه عمر به عنوان همکار مالی تمرکز مهمی بر ارتقای سلامت دارد.

### استرالیا
انجمن ارتقای سلامت استرالیا به عنوان یک ساختار حرفه‌ای در سال ۱۹۹۸ تشکیل شد. در نوامبر سال ۲۰۰۸ کمیسیون بازنگری سلامت و بیمارستانی ملی با انتشار یک دستورالعمل، آژانس ارتقای سلامت ملی را پیشنهاد داد. سلامت منطقه‌ای پایتخت استرالیا با تأمین بودجه و اشاعه اطلاعات از این طرح حمایت کرد. مؤسسه ارتقای سلامت ویکتوری، برگرفته از واژه ویکتوریا اولین مؤسسه ارتقای سلامت درجهان است که بر اساس مالیات‌های اخذ شده از دخانیات پایه‌گذاری شد. دولت استرالیا برآن است به استرالیایی‌ها کمک کندکه یک سبک زندگی سالم داشته باشند. این طرح شامل:
- چهار مجموعه عادت‌های زندگی برای سلامت کودک،[۳۱]
- برنامه ملی آشپزخانه باغ استفان الکساندر،[۳۲][۳۳]
- فضاها و اماکن سالم،[۳۴]
- آموزش برنامه کنترل چاقی موفق درجوامع
- منابع و اطلاعات در مورد وزن سالم. ارتقای سلامت به‌طور قوی و خوب دراسترالیا پایه‌ریزی شده‌است.

ازسال ۲۰۰۸ در استرالیا، تعدادی از دوره‌های تحصیلی وجود دارد که افراد این دوره‌ها را می‌گذرانند تا بتوانند در برنامه ارتقای سلامت فعالیت کنند. دولت ازسال ۲۰۰۸ یک طرح را در نظر گرفته که شهروندان بومی و شهروندان جزیره تنگه تورس را در برنامه‌های پیشگیرانه و سلامتی در بر می‌گیرد.

#### ارتقای سلامت در مدارس استرالیا
برنامه‌های مدارس بر اسناد مدون آموزشی از طرف شوراهای ایالتی و سرزمینی بنا شده‌است. مدارس عمدتاً بر موضوعات سلامت که توسط کمک‌های مالی و مناسبتهای خاص حمایت می‌شوند تمرکز می‌کنند. کمک‌های مالی پایه اساسی برای بیشتر موضوعات سلامتی مدارس می‌باشند.

#### ارتقای سلامت برای بومیان و شهروندان جزیره تنگه تورس
شهروندان بومی و شهروندان جزیره تنگه تورس دراسترالیا دردو قرن گذشته سلامت ضعیفی داشته‌اند. دلیل پشت پرده شرایط سلامتی ضعیف به رویدادهای مهم درتاریخ استرالیا بر می‌گردد. یک پیشرفت روبه جلو در ارتقای سلامت برای جزیره نشینان تنگه تورس و شهروندان بومی وجود دارد، اما این پیشرفت بدون همکاری استرالیایی‌های غیربومی نمی‌تواند به دست آید. برای این موفقیت و پیشرفت در ارتقای سلامت، شهروندان استرالیایی نیاز به پشت سر نهادن تاریخ بین شهروندان غیر بومی و بومی وهمکاری متقابل و هماهنگ آن‌ها دارند.

### کانادا
استان انتاریو، وزیر ارتقای سلامت را منصوب کرد تا وزارتخانه ارتقای سلامت در سال ۲۰۰۵ را رهبری کند. ایده وزارتخانه ارتقای سلامت انتاریو، این بود که مردمان ایالت انتاریو را به سوی زندگی فعال و سالم هدایت کند و ایالت انتاریو را به مکانی موفق و سالم برای زندگی، کار، بازی، بازدید و آموزش تبدیل کند. به نظر می‌رسد که اهداف اساسی وزارتخانه ارتقای سلامت، ترویج و تشویق انتاریو به انتخاب‌های مناسب‌تر در تمام سنین و تمام مراحل زندگی برای شهروندان بود تا ایجاد یک محیط زندگی سالم و حمایت‌کننده که منجر به توسعه سیاست جامعه سالم شود که منجر به رفتارهایی ارتقا دهنده سلامت شود. شبکه سلامت کانادا که یک منبع قابل اعتماد و غیرتجاری بود از اطلاعات آنلاین دربارهٔ اینکه چگونه سالم بمانیم و از بیماری‌ها پیشگیری کنیم که این برنامه در سال ۲۰۰۷ منحل شد. ائتلاف بریتیش کلمبیا (British Columbia) برای ارتقای سلامت، یک اجتماع غیرانتفاعی داوطلبانه محلی است که به پیشرفت و ارتقا سلامت در بریتیش کلمبیا (British Columbia) اختصاص داده شد.

### جمهوری اسلامی ایران
در ایران رشته دانشگاهی با نام "آموزش بهداشت و ارتقا سلامت" در مقطع فوق لیسانس وجود دارد .فارغ تحصیلان تا مقطع دکترا نیز می توانن ادامه تحصیل دهند.